# Халаим, Андрей Иванович
Андрей Иванович Халаим (18 января 1977, Петропавловск-Камчатский) — российский энтомолог, кандидат биологических наук (2003), с 2008 года профессор университета Universidad Autónoma de Tamaulipas Cd. Victoria (Тамаулипас, Мексика), крупный специалист по паразитическим насекомым ихневмонидам.

## История
Родился 18 января 1977 года в Петропавловске-Камчатском Камчатского края.
- 1994—1999 — обучение на биологическом факультете Калининградского государственного университета
- 1999—2003 — аспирантура и кандидатская диссертация «Паразитические наездники подсемейства Tersilochinae (Hymenoptera, Ichneumonidae) России и сопредельных стран» (Зоологический институт РАН, Санкт-Петербург)
- 2003 — младший научный сотрудник (Зоологический институт РАН)
- 2013 — наст. вр. — старший научный сотрудник (Зоологический институт РАН)
- 2008 — наст. вр. — профессор университета Universidad Autónoma de Tamaulipas Cd. Victoria (Тамаулипас, Мексика)

Работал во многих научных и музейных учреждениях мира, включая США, Великобританию, Германию, Новую Зеландию, Коста-Рику, Мексику, Чехию, Польшу, Россию, Финляндию, Южную Корею. Совершил экспедиции на остров Уайт (Великобритания), в Мексику, Крым, Нижнее Поволжье, Алтай, Дальний Восток, Сахалин. Автор около полусотни научных публикаций, открыл и впервые для науки описал несколько десятков новых видов паразитических насекомых.
Известность в СМИ принесло описание нового для науки вида Idiogramma elbakyanae. Халаим назвал его в честь Александры Элбакян с формулировкой «в ознаменование её вклада в то, чтобы научное знание стало доступно всем исследователям». Элбакян более известна как создательница сайта Sci-Hub (бесплатный доступ к научной литературе).. Однако, после того, как в сентябре 2017 года российские научно-популярные СМИ опубликовали новостные заметки о наименовании паразитического насекомого в честь А. Элбакян, она уже 5 сентября 2017 года, видимо не поняв истинного смысла этого патронима, в качества протеста временно приостановила работу сервиса Sci-Hub для всех пользователей из России. Халаим дал объяснение в прессе, что это почётное именование и ничего оскорбительного в себе оно не несёт: «[…] Ничего оскорбительного в названии нового вида именем Александры нет, достаточно посмотреть этимологию в описании таксона. Зоолог-систематик дает названия тем насекомым, которых изучает. Был бы лепидоптерологом, назвал бы прекрасную бабочку. Был бы орнитологом — птицу. К слову, описанный вид — не паразит, а паразитоид, по своей сути это скорее хищник».

## Признание
- Член Русского энтомологического общества РАН (2000)
- Член International Society of Hymenopterists (2014)
- Профессор университета Universidad Autónoma de Tamaulipas Cd. Victoria (Тамаулипас, Мексика) (2008)

### Таксоны, названные в честь А. Халаима
- Khalaimia Kasparyan, 2012 (Ichneumonidae)[9]
- Kauriphanes khalaimi Belokobylskij & Zaldívar-Riverón, 2011 (Braconidae)[10]
- Gnathochorisis khalaimi Humala, 2017 (Ichneumonidae)[11]

## Таксоны, открытые А. Халаимом
- Stethantyx covida Khalaim & Ruíz-Cancino, 2020
- †Biamosa barachek  Khalaim, 2008[12]
- Phradis pesenkoi Khalaim, 2007 (Ichneumonidae)[13]
- Gelanes horstmanni Khalaim, 2017[2].
- Idiogramma elbakyanae Khalaim, 2017[14]
- Zealochus  Khalaim, 2004[15]
- †Metopiosa fossiliata  Khalaim, 2008[12]
- Australochus clypeator  Khalaim, 2004[15]
- Palpator sicilicus  Khalaim, 2006[16]
- Ojuelos juachicus  Khalaim et Ruíz-Cancino, 2012[17]

## Основные научные труды

### Книги и справочники
- Халаим А. И. Подсем. Tersilochinae // Определитель насекомых Дальнего Востока России. Т. IV. Сетчатокрылообразные, скорпионницы, перепончатокрылые. Ч. 5 / под общ. ред. П. А. Лера. — Владивосток: Дальнаука, 2007. — С. 566—597. — 1052 с. — ISBN 978-5-8044-0789-7.
- Амолин А. В., Антропов А. В., … Халаим А. И. и др. 2016. Определитель насекомых юга России. // Российская Академия наук, Русское энтомологическое общество. Место издания: Ростов-на-Дону, 2016. Стр.1—1036. ISBN 978-5-4376-0113-6
- Khalaim A.I., Kasparyan D.R. & Humala A.E. 2019. 56. Family Ichneumonidae. In: Belokobylskij S.A., Samartsev K.G. & Il'inskaya A.S. (Eds). Annotated catalogue of the Hymenoptera of Russia. Volume II. Apocrita: Parasitica. Proceedings of the Zoological Institute RAS, Supplement 8: 340–443. ISBN 978-5-98092-067-8

### Научные статьи
- Халаим А. И. 2002. Обзор подродов Nanodiaparsis, Ischnobatis И Lanugoparsis subgen. n. рода Diaparsis Forster (Hymenoptera, Ichneumonidae) с описанием новых видов. Энтомологическое обозрение. 2002. Т. 81. № 2. С. 386—393.
- Халаим А. И. 2004. Обзор родов Aneuclis и Sathropterus (Hymenoptera: Ichneumonidae: Tersilochinae). Энтомологическое обозрение. 2004. Т. 83. № 3. С. 664—678.
- Халаим А. И. 2005. Обзор подродов Diaparisis и Pectinoparsis рода Diaparsis (Hymenoptera: Ichneumonidae: Tersilochinae). Энтомологическое обозрение. 2005. Т. 84. № 2. С. 407—426.
- Халаим А. И. К изучению подсемейства Pimplinae (Hymenoptera: Ichneumonidae) Коста-Рики. Russian Entomological Journal. 2009. Т. 18. № 3. С. 209—210.
- Халаим А. И., Руиц-Кансино Э. 2011. Cеверо и центральноамериканские виды рода Flacopimpla Gauld (Hymenoptera: Ichneumonidae: Pimplinae) с описанием нового вида из Мексики. Труды Зоологического института РАН. 2011. Т. 315. № 1. С. 70-74.
- Халаим А. И., Руис-Канцино Э., Коронадо-Бланко Х. М. 2013. Новые находки двух редких видов рода Phytodietus Gravenhorst, 1829 (Hymenoptera: Ichneumonidae: Tersilochinae) из Мексики. Russian Entomological Journal. 2013. Т. 22. № 2. С. 137—139.
- Халаим А. И. 2015. К изучению австралийских терзилохин (Hymenoptera: Ichneumonidae: Tersilochinae). Russian Entomological Journal. 2015. Т. 24. № 1. С. 77-83.
- Халаим А. И. 2017. Японские виды рода Gelanes (Hymenoptera: Ichneumonidae: Tersilochinae). Russian Entomological Journal. 2017. Т. 26. № 1. С. 45-48.
- Khalaim A.I., Sääksjärvi I.E. & Roininen H., 2014. Three new Afrotropical species of Tersilochinae (Hymenoptera: Ichneumonidae) from the Kibale National Park, Uganda. Zootaxa, 3794 (4): 536—544. doi: 10.11646/zootaxa.3794.4.4
- Bordera S., González-Moreno A., Khalaim A.I. & Sääksjärvi I.E., 2014: Revision of North American species of Clistopyga (Hymenoptera: Ichneumonidae: Pimplinae). Canadian entomologist, 146 (4): 355—414. doi: 10.4039/tce.2013.74
- Khalaim A.I., Balueva E.N., Kim K.-B. & Lee J.-W., 2014. Review of the genus Tersilochus Holmgren (Hymenoptera, Ichneumonidae, Tersilochinae) from South Korea. Journal of Hymenoptera research, 36: 27-51. doi: 10.3897/JHR.36.6548
- Antropov A.V., Belokobylskij S.A., Compton S.G., Dlussky G.M., Khalaim A.I., Kolyada V.A., Kozlov M.A., Perfilieva K.S. & Rasnitsyn A.P., 2014: The wasps, bees and ants (Insecta: Vespida = Hymenoptera) from the insect limestone (Late Eocene) of the Isle of Wight, UK. Earth and Environmental Science Transactions of the Royal Society of Edinburgh, 104 (3-4): 335—446.
- Balueva E.N., Khalaim A.I., Leei J.-W. & Kim K.-B., 2014: A new species of the genus Probles Förster (Hymenoptera: Ichneumonidae: Tersilochinae) from South Korea. Journal of Asia-Pacific entomology, 17 (3): 613—616. doi: 10.1016/j.aspen.2014.06.003
- Khalaim, A.I. 2015: A new species of Barycnemis Förster, 1869 (Hymenoptera: Ichneumonidae: Tersilochinae) from the Russian Far East. Proceedings of the Zoological Institute RAS, 319(1): 132—136.
- Khalaim, A.I. 2015: A review of the Japanese species of Barycnemis Förster (Hymenoptera: Ichneumonidae: Tersilochinae). Zootaxa 3963(3): 425—433. doi: 10.11646/zootaxa.3963.3.6
- Khalaim, A.I. & Sheng, M-L. 2015. Contribution to the study of Chinese Tersilochinae (Hymenoptera: Ichneumonidae). Zootaxa 4013(2): 280—286. doi: 10.11646/zootaxa.4013.2.8.
- Ruíz-Cancino, E. & Khalaim, A.I. 2015. Mexican species of the genus Exenterus Hartig (Hymenoptera: Ichneumonidae: Tryphoninae) reared from diprionid hosts. Zootaxa 4048(1): 140—150. doi: 10.11646/zootaxa.4048.1.9.
- Khalaim, A.I. 2017. A review of Japanese species of Allophrys Förster (Hymenoptera: Ichneumonidae: Tersilochinae). Zootaxa 4221(3): 386—392. doi: 10.11646/zootaxa.4221.3.7.
- Khalaim, A.I. 2017. Contribution to the study of the genus Stethantyx Townes (Hymenoptera, Ichneumonidae, Tersilochinae), with description of a new species from Brazil. Journal of Hymenoptera Research 55: 129—138. doi: 10.3897/jhr.55.5322.
- Khalaim, A.I. & Belokobylski, S.A. 2017. Remarks on Oriental species of Allophrys Förster described by A. Reshchikov (Hymenoptera: Ichneumonidae: Tersilochinae). Zootaxa 4294(1): 126—126. doi: 10.11646/zootaxa.4294.1.7
- Khalaim, A.I. 2018. The genera Allophrys Förster and Aneuclis Förster (Hymenoptera: Ichneumonidae: Tersilochinae) of Vietnam. Zootaxa 4378(3): 414—428. doi: 10.11646/zootaxa.4378.3.9
- Khalaim, A.I. & Ruiz-Cancino, E. 2018. First record of the genera Diaparsis Förster and Phradis Förster (Hymenoptera, Ichneumonidae, Tersilochinae) from Mexico. Journal of Hymenoptera Research 63: 61-72. doi: 10.3897/jhr.63.24491
- Khalaim, A.I. & Várkonyi, G. 2018. A review of Tersilochinae (Hymenoptera: Ichneumonidae) of Finland. Part 1: taxonomy. Zootaxa 4369(2): 151—185. doi: 10.11646/zootaxa.4369.2.1